# Neoclinus stephensae
Neoclinus stephensae är en fiskart som beskrevs av Hubbs, 1953. Neoclinus stephensae ingår i släktet Neoclinus och familjen Chaenopsidae. Inga underarter finns listade i Catalogue of Life.